# Mistrzostwa Polski w Boksie 1981
52. Mistrzostwa Polski w boksie mężczyzn odbyły się w dniach 15–22 marca 1981 roku w Zabrzu.

## Medaliści
| Kategoria                         | Złoto                                  | Srebro                                | Brąz                                                                           |
| waga papierowa (do 48 kg)         | Henryk Pielesiak (Gwardia Łódź)        | Zbigniew Ciota (Gwardia Wrocław)      | Janusz Kluba (Carbo Gliwice) Eugeniusz Kopka (Górnik Sosnowiec)                |
| waga musza (do 51 kg)             | Zbigniew Raubo (Legia Warszawa)        | Bogdan Maczuga (Stal Rzeszów)         | Jerzy Dominik (Stoczniowiec Gdańsk) Bogusław Pietrzykowski (Gwardia Łódź)      |
| waga kogucia (do 54 kg)           | Sławomir Zapart (Błękitni Kielce)      | Jerzy Szewczyk (GKS Jastrzębie)       | Leszek Borkowski (Gwardia Łódź) Edward Maczuga (Stal Rzeszów)                  |
| waga piórkowa (do 57 kg)          | Krzysztof Kosedowski (Legia Warszawa)  | Władysław Pilecki (Gwardia Łódź)      | Janusz Ołdak (Gwardia Wrocław) Joachim Sołtysik (Walka Zabrze)                 |
| waga lekka (do 60 kg)             | Roman Gotfryd (Igloopol Dębica)        | Kazimierz Adach (Czarni Słupsk)       | Kazimierz Przybylski (Legia Warszawa) Wiesław Stefanowski (Moto Jelcz Oława)   |
| waga lekkopółśrednia (do 63,5 kg) | Bogdan Gajda (Legia Warszawa)          | Stanisław Marczyński (GKS Jastrzębie) | Krzysztof Laskowski (Walka Zabrze) Czesław Sławiński (Gwardia Warszawa)        |
| waga półśrednia (do 67 kg)        | Leszek Czarny (GKS Jastrzębie)         | Aleksander Brydak (Stal Rzeszów)      | Jerzy Kaczmarek (Gwardia Łódź) Kazimierz Szczerba (Legia Warszawa)             |
| waga lekkośrednia (do 71 kg)      | Mirosław Kuźma (Zawisza Bydgoszcz)     | Czesław Kapałka (MZKS Knurów)         | Waldemar Chamerski (Gwardia Warszawa) Andrzej Krysiak (Gwardia Łódź)           |
| waga średnia (do 75 kg)           | Jerzy Rybicki (Gwardia Warszawa)       | Zygmunt Gosiewski (GKS Jastrzębie)    | Adam Koźlik (Zawisza Bydgoszcz) Stanisław Łakomiec (Błękitni Kielce)           |
| waga półciężka (do 81 kg)         | Paweł Skrzecz (Gwardia Warszawa)       | Janusz Czerniszewski (Legia Warszawa) | Andrzej Pobłocki (Stal-Stocznia Szczecin) Wiesław Poczekaj (Zawisza Bydgoszcz) |
| waga ciężka (do 91 kg)            | Grzegorz Skrzecz (Gwardia Warszawa)    | Czesław Dawiec (Wybrzeże Gdańsk)      | Stanisław Bednarski (KSZO Ostrowiec) Stanisław Figurski (Gwardia Wrocław)      |
| waga superciężka (powyżej 91 kg)  | Janusz Zarenkiewicz (Moto Jelcz Oława) | Marian Klass (Wybrzeże Gdańsk)        | Zdzisław Jańczak (Gwardia Łódź) Władysław Wydra (Stal Rzeszów)                 |